# 선한 사마리아인의 비유

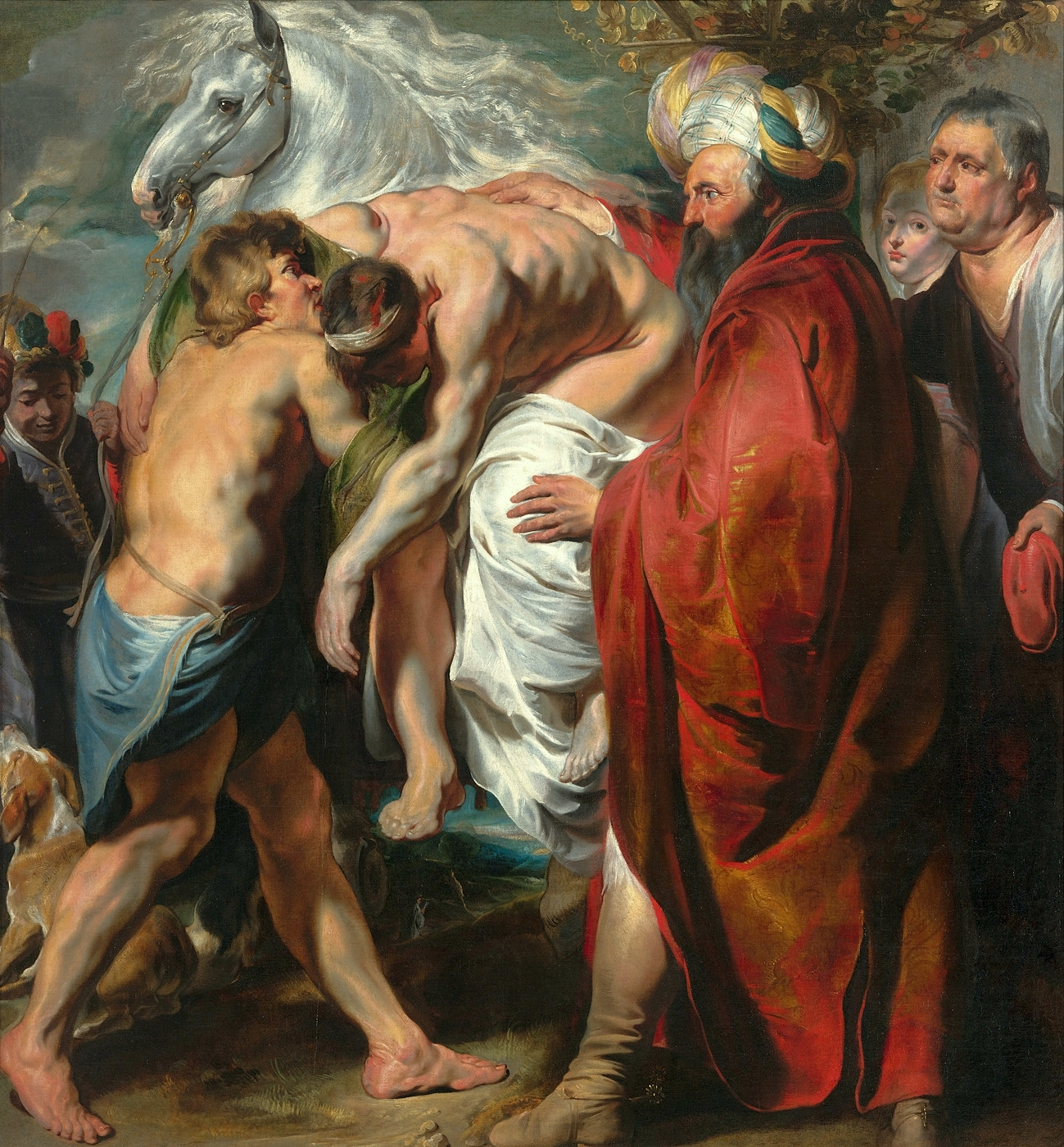
야코프 요르단스의 '선한 사마리아인' c. 1616

선한 사마리아인의 비유는 루가의 복음서에서 예수에 의해 말해진다. 옷이 벗겨지고, 두들겨 맞고, 반죽음으로 길 옆에 남겨진 한 여행자(암묵적으로 유대인으로 이해됨)에 대한 것이다. 첫번째, 한 유대인 제사장이, 그 다음에는 레위인이 들르지만, 둘 다 그 사람을 피한다. 마지막으로, 한 사마리아인이 그 여행자를 우연히 발견한다. 사마리아인들과 유대인들은 서로를 경멸했지만, 사마리아인은 다친 그 사람을 돕는다. 예수는 가장 큰 계명의 맥락에서, "그러면 누가 저의 이웃입니까?"하는 율법 교사의 도발적인 질문에 대답하여 비유를 말하는 것으로 묘사된다. 결론은 그 비유 속의 이웃상이 그들의 동료에게 자비를 베푸는 사람이라는 것이다.
아우구스티누스와 같은 일부 기독교인들은 이 비유를 알레고리적으로 해석했는데, 사마리아인은 죄 많은 영혼을 구원하는 예수 그리스도를 상징한다. 그러나, 다른 이들은 이 알레고리를 비유의 본래 의미와 무관한 것으로 치부하고, 비유를 예수의 윤리를 예시하는 것으로 본다.
이 비유는 그림, 조각, 풍자, 시, 사진, 영화에 영감을 주었다. 낯선 사람을 돕는 사람이라는 뜻의 '선한 사마리아인'이라는 구는 이 비유에서 유래한 것으로 많은 병원과 자선단체들이 선한 사마리아인의 이름을 따서 명명되었다.

## 같이 보기
- 방관자 효과
- 기독교 윤리
- 황금률
- 가장 큰 계명
- 예수의 공생애
- 사마리아인